# Les Arcanes de la Lune noire

Les Arcanes de la Lune noire est une série de bande dessinée française de type médiéval-fantastique constituée d’albums individuels, écrite par François Froideval. Il s’agit d’une préquelle aux Chroniques de la Lune noire du même scénariste.
- Dessins : Olivier Ledroit (tome 1 et couvertures), Fabrice Angleraud (tome 2), Franck Tacito (tome 3), Manuel Morgado (tome 4)
- Couleurs : Yves Lencot (tome 1), Nicolas Guénet (tomes 2 et 3)

## Synopsis
Cette série raconte les destins individuels des personnages des Chroniques de la Lune noire.

## Albums
1. Ghorghor Bey (2001)[1]
2. Pile-ou-Face (2007)
3. Parsifal (2010)
4. Greldinard : Première époque (2017)
5. Greldinard : Deuxième époque (2021)

## Publication

### Éditeurs
- Dargaud : tomes 1 à 4 (première édition des tomes 1 à 4)